# Ordine di San Filippo del Leone di Limburg
L'Ordine di San Filippo del Leone di Limburg (in tedesco: Orden Sankt Phillipps zum Löwen), era un ordine cavalleresco della Germania preunitaria.

## Storia
L'Ordine venne fondato nel 1700 dai conti di Limburg-Stirum, sovrani regnanti sulle diverse contee della Vestfalia. I decorati con questo ordine erano quanti si fossero distinti largamente per granti meriti scientifici, artistici o civili.
Nel 1806 i conti di Limburg Stirum subirono la mediatizzazione dei loro territori anche se l'ordine continuò ad essere conferito privatamente.

## Insegne
La medaglia era composta da una croce maltese smaltata di bianco e pomata d'oro, avente all'incavo di ogni braccio una corona d'alloro d'oro. Su ciascun braccio vi sono inscritte in oro le lettere "H-S-C-W". Al centro della croce si trova un medaglione bianco con impresso un leone rampante di nero circondato da un anello nero.
Il nastro era bordeaux.

## Gradi
L'Ordine aveva i seguenti gradi di benemerenza:
- Cavaliere di Gran Croce
- Commendatore
- Cavaliere
- Medaglia d'oro (1838)
- Medaglia d'argento (1838)